# Federazione mondiale luterana
La Federazione mondiale luterana (Lutheran World Federation, LWF) è un'alleanza di chiese nazionali e regionali che aderiscono alla confessione luterana fondata nel 1947. Ha sede a Ginevra.
Forte della partecipazione di 140 chiese, rappresentanti 78 paesi, raccoglie 66 milioni di protestanti luterani. Membro italiano è la Chiesa evangelica luterana in Italia.

## Presidenti
| №  | Ritratto | Nome                            | Mandato       | Chiesa                                                | Nazionalità            |
| -- | -------- | ------------------------------- | ------------- | ----------------------------------------------------- | ---------------------- |
| 1  |          | Anders Nygren (1890–1978)       | 1947–1952     | Chiesa di Svezia                                      | Svezia (bandiera)      |
| 2  |          | Hanns Lilje (1899–1977)         | 1952–1957     | Chiesa evangelica luterana di Hannover                | Germania (bandiera)    |
| 3  |          | Franklin Clark Fry (1900–1968)  | 1957–1963     | Chiesa luterana americana                             | Stati Uniti (bandiera) |
| 4  |          | Fredrik A. Schiotz (1901–1989)} | 1963–1970     | Chiesa luterana americana                             | Stati Uniti (bandiera) |
| 5  |          | Mikko Juva (1918–2004)          | 1970–1977     | Chiesa evangelica luterana finlandese                 | Finlandia (bandiera)   |
| 6  |          | Josiah Kibira (1925–1988)       | 1977–1984     | Chiesa evangelica luterana della Tanzania             | Tanzania (bandiera)    |
| 7  |          | Zoltán Káldy (1919–1987)        | 1984–1987     | Chiesa evangelica luterana ungherese                  | Ungheria (bandiera)    |
| 8  |          | Johannes Hanselmann (1927–1999) | 1987–1990     | Chiesa evangelica luterana bavarese                   | Germania (bandiera)    |
| 9  |          | Gottfried Brakemeier (1937-)    | 1990–1997     | Chiesa evangelica di confessione luterana brasiliana  | Brasile (bandiera)     |
| 10 |          | Christian Krause (1940-)        | 1997–2003     | Chiesa evangelica luterana di Brunswick               | Germania (bandiera)    |
| 11 |          | Mark Hanson (1946-)             | 2003–2010     | Chiesa evangelica luterana americana                  | Stati Uniti (bandiera) |
| 12 |          | Munib Younan (1950-)            | 2010–2017     | Chiesa evangelica luterana di Giordania e Terra Santa | Palestina (bandiera)   |
| 13 |          | Musa Filibus (1960-)            | 2017–in corso | Chiesa luterana di Cristo nigeriana                   | Nigeria (bandiera)     |

## Segretari Generali
| № | Nome                               | Mandato   | Nazionalità            |
| - | ---------------------------------- | --------- | ---------------------- |
| 1 | Sylvester Michelfelder (1889–1951) | 1947–1951 | Stati Uniti (bandiera) |
| 2 | Carl Lund-Quist (1908–1965)        | 1951–1960 | Stati Uniti (bandiera) |
| 3 | Kurt Schmidt-Clausen (1920–1993)   | 1960–1965 | Germania (bandiera)    |
| 4 | André Appel (1921–2007)            | 1965–1974 | Francia (bandiera)     |
| 5 | Carl Henning Mau Jr. (1922–1995)   | 1974–1985 | Stati Uniti (bandiera) |
| 6 | Gunnar Stålsett (1935-)            | 1985–1994 | Norvegia (bandiera)    |
| 7 | Ishmael Noko (1943-)               | 1994–2010 | Zimbabwe (bandiera)    |
| 8 | Martin Junge (1961-)               | 2010–2021 | Cile (bandiera)        |
| 9 | Anne Burghardt                     | 2021-     | Estonia (bandiera)     |